# 2004年アテネオリンピックのアメリカ合衆国選手団
2004年アテネオリンピックのアメリカ合衆国選手団（2004ねんアテネオリンピックのアメリカがっしゅうこくせんしゅだん）は、2004年8月13日から8月29日にかけてギリシャの首都アテネで開催された2004年アテネオリンピックのアメリカ合衆国選手団、およびその競技結果。

## 概要
今大会は金メダル36個、銀メダル39個、銅メダル26個の合計101個のメダルを獲得した。

## メダル
| メダル | 選手名 | 競技       | 種目                           |
| ------ | --- | ---------- | ------------------------------ |
| 金     | ジャスティン・ガトリン | 陸上       | 男子100m                       |
| 金     | ショーン・クロフォード | 陸上       | 男子200m                       |
| 金     | ジェレミー・ウォリナー | 陸上       | 男子400m                       |
| 金     | オーティス・ハリス デリク・ブルー ジェレミー・ウォリナー ダロルド・ウィリアムソン                                                                                   | 陸上       | 男子4×400mリレー               |
| 金     | ティモシー・マック | 陸上       | 男子棒高跳                     |
| 金     | ドワイト・フィリップス | 陸上       | 男子走幅跳                     |
| 金     | アダム・ネルソン | 陸上       | 男子砲丸投                     |
| 金     | ジョアンナ・ヘイズ | 陸上       | 女子100mハードル               |
| 金     | ディーディー・トロッター モニーク・ヘンダーソン サーニャ・リチャーズ モニーク・ヘンナガン                                                                           | 陸上       | 女子4×400mリレー               |
| 金     | ゲーリー・ホール・ジュニア | 競泳       | 男子50m自由形                  |
| 金     | アーロン・ピアソル | 競泳       | 男子100m背泳ぎ                 |
| 金     | アーロン・ピアソル | 競泳       | 男子200m背泳ぎ                 |
| 金     | マイケル・フェルプス | 競泳       | 男子100mバタフライ             |
| 金     | マイケル・フェルプス | 競泳       | 男子200mバタフライ             |
| 金     | マイケル・フェルプス | 競泳       | 男子200m個人メドレー           |
| 金     | マイケル・フェルプス | 競泳       | 男子400m個人メドレー           |
| 金     | マイケル・フェルプス ライアン・ロクテ ピーター・バンダーカーイ クリート・ケラー スコット・ゴールドブラット ダン・ケッチャム                                         | 競泳       | 男子4×200m自由形リレー         |
| 金     | アーロン・ピアソル ブレンダン・ハンセン イアン・クロッカー ジェイソン・レザク レニー・クレーゼルバーグ マーク・ギャングロフ マイケル・フェルプス ニール・ウォーカー | 競泳       | 男子4×100mメドレーリレー       |
| 金     | ナタリー・コーグリン | 競泳       | 女子100m背泳ぎ                 |
| 金     | アマンダ・ビアード | 競泳       | 女子200m平泳ぎ                 |
| 金     | ナタリー・コーグリン カーリー・パイパー ダナ・ボルマー ケイトリン・サンデノ リンゼイ・ベンコ リー・ジェフリー レイチェル・コミサーズ                                | 競泳       | 女子4×200m自由形リレー         |
| 金     | ポール・ハム | 体操       | 男子個人総合                   |
| 金     | カーリー・パターソン | 体操       | 女子個人総合                   |
| 金     | カエル・サンダーソン | レスリング | 男子フリースタイル84kg級       |
| 金     | アンドレ・ウォード | ボクシング | 男子ライトヘビー級             |
| 銀     | バーナード・ウィリアムズ | 陸上       | 男子200m                       |
| 銀     | オーティス・ハリス | 陸上       | 男子400m                       |
| 銀     | メブ・ケフレジギ | 陸上       | 男子マラソン                   |
| 銀     | テレンス・トランメル | 陸上       | 男子110mハードル               |
| 銀     | ショーン・クロフォード ジャスティン・ガトリン コビー・ミラー モーリス・グリーン                                                                                     | 陸上       | 男子4×100mリレー               |
| 銀     | マット・ヘミングウェイ | 陸上       | 男子走高跳                     |
| 銀     | トビー・スティーブンソン | 陸上       | 男子棒高跳                     |
| 銀     | ジョン・モフィット | 陸上       | 男子走幅跳                     |
| 銀     | ブライアン・クレイ | 陸上       | 男子十種競技                   |
| 銀     | ローリン・ウィリアムズ | 陸上       | 女子100m                       |
| 銀     | アリソン・フェリックス | 陸上       | 女子200m                       |
| 銀     | ラーセン・ジェンセン | 競泳       | 男子1500m自由形                |
| 銀     | ブレンダン・ハンセン | 競泳       | 男子100m平泳ぎ                 |
| 銀     | イアン・クロッカー | 競泳       | 男子100mバタフライ             |
| 銀     | ライアン・ロクテ | 競泳       | 男子200m個人メドレー           |
| 銀     | エリク・ベント | 競泳       | 男子400m個人メドレー           |
| 銀     | アマンダ・ビアード | 競泳       | 女子200m個人メドレー           |
| 銀     | ケイトリン・サンデノ | 競泳       | 女子400m個人メドレー           |
| 銀     | カラ・リン・ジョイス ナタリー・コーグリン アマンダ・ウィアー ジェニー・トンプソン リンゼイ・ベンコ マリッツァ・コレイア コリーン・レーン                            | 競泳       | 女子4×100m自由形リレー         |
| 銀     | ナタリー・コーグリン アマンダ・ビアード ジェニー・トンプソン カラ・リン・ジョイス ヘイリー・コープ タラ・カーク レイチェル・コミサーズ アマンダ・ウィアー           | 競泳       | 女子4×100mメドレーリレー       |
| 銀     | ボビー・ジュリック | 自転車     | 男子個人ロードタイムトライアル |
| 銀     | ディードル・デメット＝バリー | 自転車     | 女子個人ロードタイムトライアル |
| 銀     | ジェイソン・ガットソン モーガン・ハム ポール・ハム ブレット・マクルア ブレイン・ウィルソン ガード・ヤング                                                           | 体操       | 男子団体総合                   |
| 銀     | ポール・ハム | 体操       | 男子鉄棒                       |
| 銀     | モヒニ・バハドワージ アニア・ハッチ テリン・ハンフリー コートニー・クペッツ カーリー・パターソン コートニー・マックール                                             | 体操       | 女子団体総合                   |
| 銀     | カーリー・パターソン | 体操       | 女子平均台                     |
| 銀     | テリン・ハンフリー | 体操       | 女子段違い平行棒               |
| 銀     | アニア・ハッチ | 体操       | 女子跳馬                       |
| 銀     | スティーブン・アバス | レスリング | 男子フリースタイル55kg級       |
| 銀     | ジャミル・ケリー | レスリング | 男子フリースタイル66kg級       |
| 銀     | サラ・マクマン | レスリング | 女子フリースタイル63kg級       |
| 銅     | モーリス・グリーン | 陸上       | 男子100m                       |
| 銅     | ジャスティン・ガトリン | 陸上       | 男子200m                       |
| 銅     | デリク・ブルー | 陸上       | 男子400m                       |
| 銅     | ディーナ・カスター | 陸上       | 女子マラソン                   |
| 銅     | メリッサ・モリソン | 陸上       | 女子100mハードル               |
| 銅     | マイケル・フェルプス | 競泳       | 男子200m自由形                 |
| 銅     | クリート・ケラー | 競泳       | 男子400m自由形                 |
| 銅     | ブレンダン・ハンセン | 競泳       | 男子200m平泳ぎ                 |
| 銅     | イアン・クロッカー マイケル・フェルプス ニール・ウォーカー ジェイソン・レザク ネイト・デューシング ゲーリー・ホール・ジュニア ゲイブ・ウッドワード                  | 競泳       | 男子4×100m自由形リレー         |
| 銅     | ナタリー・コーグリン | 競泳       | 女子100m自由形                 |
| 銅     | ケイトリン・サンデノ | 競泳       | 女子400m自由形                 |
| 銅     | ダイアナ・マンズ | 競泳       | 女子800m自由形                 |
| 銅     | ジミー・ペドロ | 柔道       | 男子73kg以下級                 |
| 銅     | コートニー・クペッツ | 体操       | 女子段違い平行棒               |
| 銅     | ルーロン・ガードナー | レスリング | 男子グレコローマン120kg級      |
| 銅     | パトリシア・ミランダ | レスリング | 女子フリースタイル48kg級       |
| 銅     | アンドレ・ディレル | ボクシング | 男子ミドル級                   |